# إميكو سوزوكي
إميكو سوزوكي (باليابانية: 鈴木絵美子؛ بالكانا: すずき えみこ) هي سباحة متزامنة يابانية، ولدت في 12 نوفمبر 1981 في سايتاما في اليابان.

## وصلات خارجية
- إميكو سوزوكي على موقع الاتحاد الدولي للسباحة (الإنجليزية)
- إميكو سوزوكي على موقع اللجنة الأولمبية الدولية (الإنجليزية)
- إميكو سوزوكي على موقع أوليمبيديا (الإنجليزية)